# Поляковка (Казахстан)
Поляко́вка (каз. Поляков) — село у складі Єсільського району Північноказахстанської області Казахстану. Входить до складу Амангельдінського сільського округу.
Населення —  (2021; 80 у 2009, 178 у 1999, 228 у 1989).
Національний склад станом на 1989 рік:
- росіяни — 64 %.